# L.A. Woman
L.A. Woman este al șaselea și ultimul album de studio pe care trupa americană de rock The Doors l-a înregistrat cu solistul vocal Jim Morrison, decedat în iulie 1971. Albumul este cel mai orientat spre blues dintre toate discurile formației de până atunci. După despărțirea de producătorul Paul A. Rothchild în noiembrie 1970, The Doors și inginerul Bruce Botnick au început producția albumului la The Doors Workshop în Los Angeles. Majoritatea pieselor au fost înregistrate în concert cu excepția câtorva părți de orgă adăugate de Ray Manzarek peste. Muzicienii Jerry Scheff și Marc Benn au intrat în studio în Ianuarie 1971 pentru a ajuta la finalizarea albumului. Este singurul album de studio din era Morrison pe care grupul nu l-a promovat printr-un turneu; Morrison se mutase la Paris înainte de momentul apariției LP-ului în aprilie 1971, iar acolo a murit trei luni mai târziu pe 3 iulie 1971.

## Lista pieselor
1. „The Changeling” (4:21)
2. „Love Her Madly” (3:20)
3. „Been Down So Long” (4:41)
4. „Cars Hiss By My Window” (4:12)
5. „L.A. Woman” (7:49)
6. „L'America” (4:37)
7. „Hyacinth House” (3:11)
8. „Crawling King Snake” (Tony Hollins , Bernard Besman , John Lee Hooker) (5:00)
9. „The WASP (Texas Radio and The Big Beat)” (4:16)
10. „Riders on The Storm” (7:09)

- Toate cântecele au fost scrise de Jim Morrison, Robby Krieger, Ray Manzarek și John Densmore cu excepția celor notate.

## Single-uri
- „Love Her Madly” (1971)
- „(You Need Meat) Don't Go No Further” (1971)
- „Riders on The Storm” (1971)
- „The Changeling” (1971)

## Componență
- Jim Morrison — voce
- Robby Krieger — chitară
- Ray Manzarek — orgă, pian bas Fender Rhodes, pian, pian electric Fender Rhodes
- John Densmore — baterie